# Perikatan Nasional
Pour les articles homonymes, voir Alliance nationale.
Perikatan Nasional abrégé PN (littéralement en français : Alliance nationale) est une coalition politique malaisienne composée du parti unifié indigène de Malaisie (BERSATU), du parti islamique malaisien (STAR), du parti de la solidarité de la patrie (PAS), du Parti progressiste de Sabah (en) (SAPP), et du parti du mouvement populaire malaisien.
Perikatan Nasional est formé au début de la crise politique malaisienne de 2020 avec pour intention de remplacer le gouvernement alors en place du Pakatan Harapan. Le roi de Malaisie, Abdullah Shah, nomme alors Muhyiddin Yassin, chef de facto du PN, en tant Premier ministre de Malaisie, apportant l'alliance politique informelle au pouvoir. La coalition forme le gouvernement au pouvoir en Malaisie de mars 2020 à août 2021, jusqu'à que Muhyiddin Yassin démissionne de son poste de Premier ministre après que l'Organisation nationale des Malais unis (UMNO) son soutien, privant le PN de sa majorité au parlement,.

## Composition
| Logo | Nom | Nom     | Nom                                                                  | Idéologie    | Positionnement                | Chef(s)                   |
| ---- | --- | ------- | -------------------------------------------------------------------- | ------------ | ----------------------------- | ------------------------- |
|      |     | BERSATU | Parti unifié indigène de Malaisie Parti Pribumi Bersatu Malaysia     | Nationalisme | Extrême centre à Centre droit | Muhyiddin Yassin          |
|      |     | PAS     | Parti islamique malaisien Parti Islam Se-Malaysia                    | Islamisme    | Extrême droite                | Abdul Hadi Awang (en)     |
|      |     | GERAKAN | Parti du mouvement populaire malaisien Parti Gerakan Rakyat Malaysia | Libéralisme  | Centre droit                  | Dominic Lau Hoe Chai (en) |
|      |     | SAPP    | Parti progressiste de Sabah (en) Parti Maju Sabah                    | Régionalisme | Centre droit                  | Yong Teck Lee (en)        |
|      |     | STAR    | Parti de la solidarité de la patrie Parti Solidariti Tanah Airku     | Régionalisme | Centre droit                  | Jeffrey Kitingan (en)     |